# Красный Хутор (Ртищевский район)
Кра́сный Ху́тор — посёлок в Ртищевском районе Саратовской области, входит в состав Салтыковского муниципального образования. Основан в 1861 году.

## География
Посёлок находится на расстоянии примерно 20 км (по прямой) к юго-востоку от города Ртищево, административного центра района. 

### Часовой пояс
Посёлок Красный Хутор, как и вся Саратовская область, находится в часовой зоне МСК+1. Смещение применяемого времени относительно UTC составляет +4:00.

## Население
| 2010 |
| ---- |
| 19   |

### Национальный состав
Согласно результатам переписи 2002 года, в национальной структуре населения русские составляли 93 % из 46 чел.